# Will Lammert

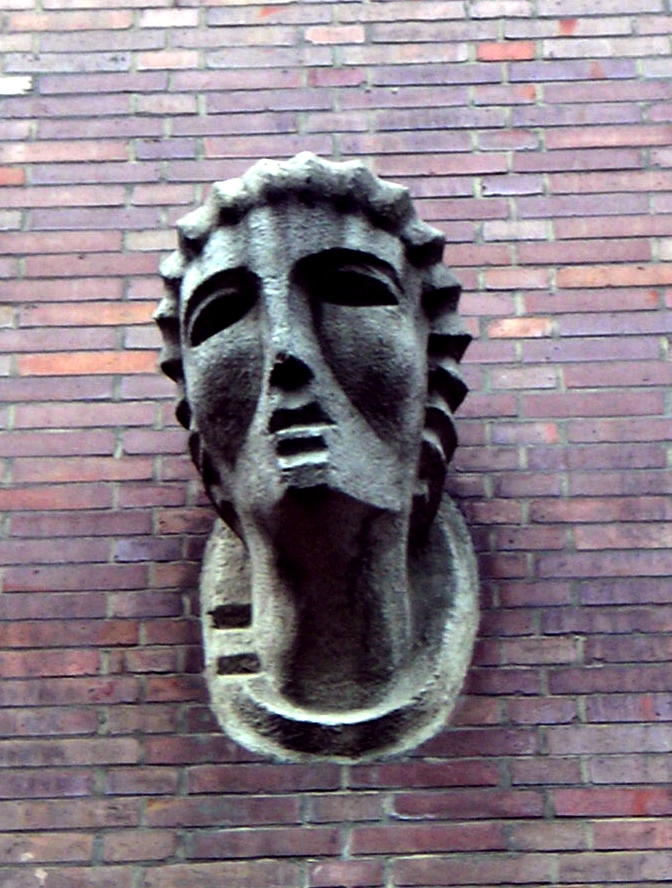
Kopf (1927), Haus der Technik in Essen

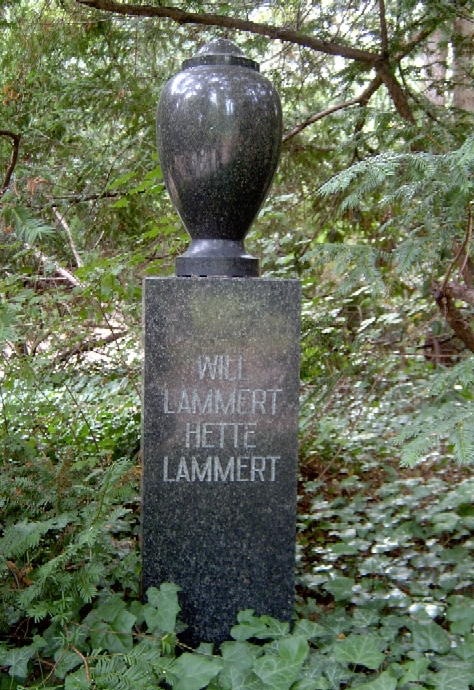
Graf Will en Hette Lammert, Friedhof Pankow III, Berlijn

Will Lammert (Hagen, 5 januari 1892 – Berlijn, 30 oktober 1957) was een Duitse beeldhouwer.

## Leven en werk
Na een opleiding als steenhouwer en houtbewerker in Hagen, trad Lammert als assistent in dienst bij de Russisch-Joodse beeldhouwer Moissey Kogan (1879-1943). Met een beurs van de stichter van het Museum Folkwang Karl Ernst Osthaus uit Hagen studeerde hij vanaf 1911 bij Richard Luksch aan de Staatliche Kunstgewerbeschule Hamburg in Hamburg. Tussen 1912 en 1913 verbleef hij in Parijs, waar hij met een introductie van Kogan kennismaakte met de kunstenaars Alexander Archipenko en Otto Freundlich.
Gedurende de Eerste Wereldoorlog was Lammert soldaat en hij raakte gewond. Na de oorlog bezocht hij in Koblenz de Fachhochschule für Keramik Höhr en aansluitend was hij werkzaam in Hagen, Düsseldorf en München. In 1922 verhuisde hij, met Museum Folkwang, naar Essen, waar hij een atelier betrok in kunstenaarskolonie Margarethenhöhe. Een van zijn leerlingen was de beeldhouwer Fritz Cremer. In 1931 won hij, op voorspraak van Max Liebermann, de Villa Massimo Preis voor een verblijf in Rome. In 1932 werd Lammert lid van de KPD.
Na de machtsovername door de nationaalsocialisten werd Lammert, die werd gezocht door de Gestapo, gedwongen naar het buitenland uit te wijken. Hij reisde via Nederland naar Parijs, waar zijn Joodse echtgenote Hette Meyerbach zich met de twee kinderen bij hem voegde. In 1934 werd hij door Frankrijk uitgewezen en vluchtte hij naar de Sovjet-Unie. In Duitsland werden bijna alle werken van Lammert als Entartete Kunst vernietigd.
Aanvankelijk vestigde hij zich in Moskou, waar hij bij diverse architectenbureaus werkzaam was, maar in 1941 werd hij als Duitser verbannen naar Tatarstan. Hij werkte eerst in een kolchoz, maar later als dwangarbeider in de hoofdstad Kazan. Pas in 1951 kreeg hij toestemming om naar Duitsland terug te keren, waar hij zich in de DDR vestigde. In 1954 werd hij lid van de Oost-Duitse Akademie der Künste in Berlijn.

## Monument Ravensbrück
Vanaf 1954 werkte Lammert aan de realisering van een monument voor de slachtoffers van het concentratiekamp Ravensbrück
voor vrouwen, in de buurt van Fürstenberg/Havel, vijfentachtig kilometer ten noorden van Berlijn. In het oorspronkelijke plan voorzag hij een beeldengroep van 18 à 20 vrouwen (Zie de afbeeldingen). Uiteindelijk werden, met hulp van Fritz Cremer na de dood van Lammert, tussen 1957 en 1959 twee sculpturen gerealiseerd: Tragende en Frauengruppe. Het model voor de grote groep (13 figuren) werd in 1985 geplaatst op de locatie van het oorspronkelijke Altenheim der Jüdische Gemeinde zu Berlin aan de Große Hamburgerstraße in Berlin-Mitte. In 2008 werd de beeldengroep onderdeel van de Holocaust Gedenkstätte Jüdisches Altersheim, ter herinnering aan de van hier weggevoerde 55.000 Joden.

## Will-Lammert-Preis
Lammert werd in 1959 postuum de Nationalpreis der DDR verleend. Door de Akademie der Künste in Berlijn werd in 1962 op initiatief van de weduwe van Lammert de Will-Lammert-Preis ingesteld voor jonge beeldhouwers. In 1992 werd de prijs voor het laatst uitgereikt. Winnaars waren onder anderen de beeldhouwers:
- Werner Stötzer in 1962
- Margret Middell in 1969
- Rolf Biebl in 1992

## Werken (selectie)
- Kleine Sitzende I (1913)
- Kopf einer goldenern Figur (1914) - fragment
- Ruth Tobi (1919) - fragment
- Reliëf Mutter Erde (1926) - vernield
- Löwe - Denkmal (1926/27) in Marburg
- Reliëfkoppen (1927), Haus der Technik in Essen - op 2 na vernield
- Portret Karl Ernst Osthaus (1930) - vernield
- Kleine Liegende (1930)
- Weiblicher und männlicher Akt (1931/32) - vernield
- Portretbuste Karl Marx (1953)
- Modell für das Mahnmal KZ Ravensbrück (1955/56)
- Denkmal Jüdische Opfer des Faschismus (1956)[2] - 1985 geplaatst
- Mahnmal Tragende (1957/59) voltooid door Fritz Cremer
- Frauengruppe - postuum uitgevoerd - Zwei Stehende bestaande uit de sculpturen Frau mit abgeschnittenen Haar (1956) en Frau mit Tuch (1956)
- Thomas-Müntzer-Denkmal (1957)[3] in Mühlhausen (Thüringen)

## Fotogalerij Ravensbrück en Berlijn

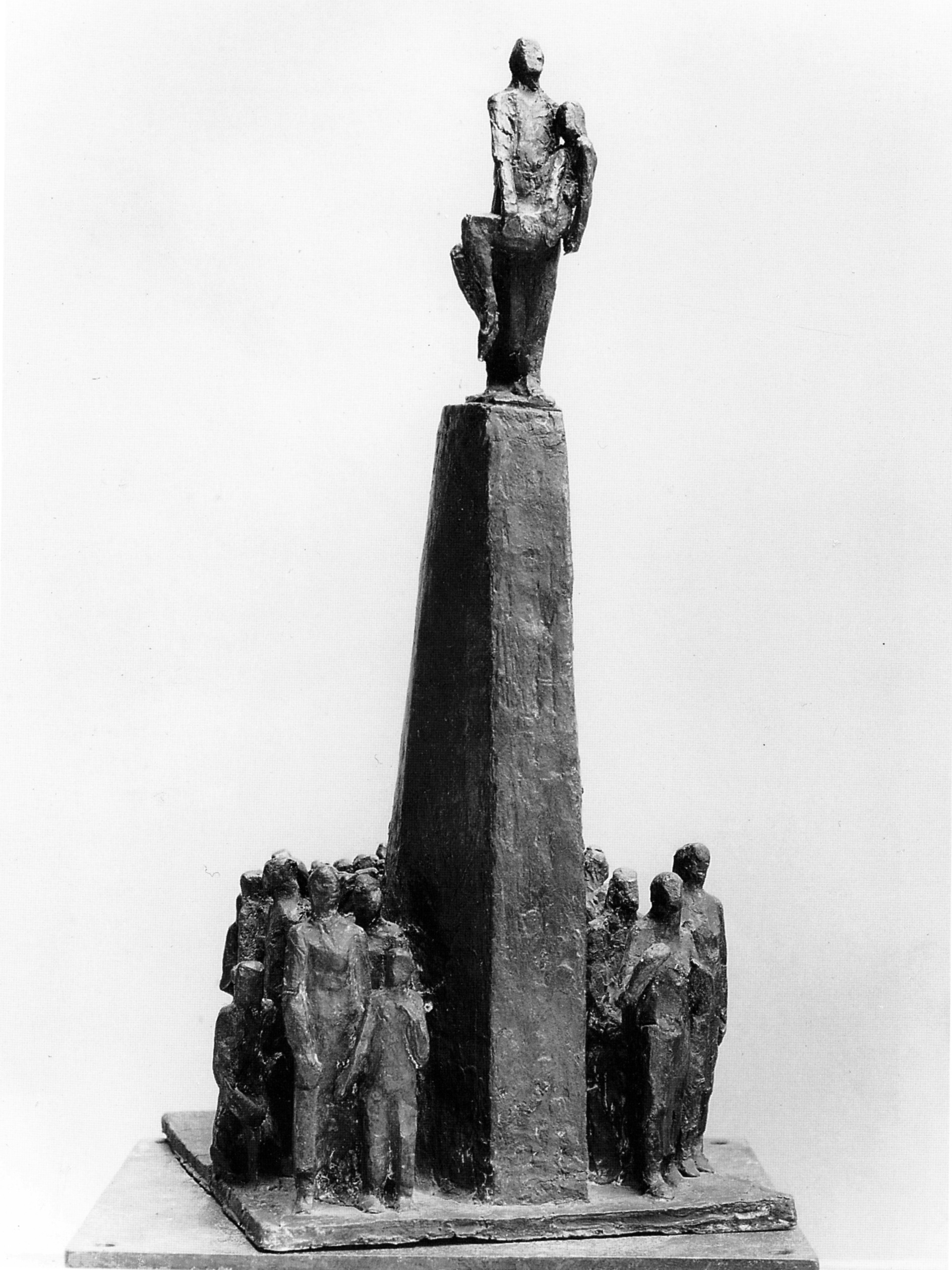
Model voor het gedenkteken Ravensbrück
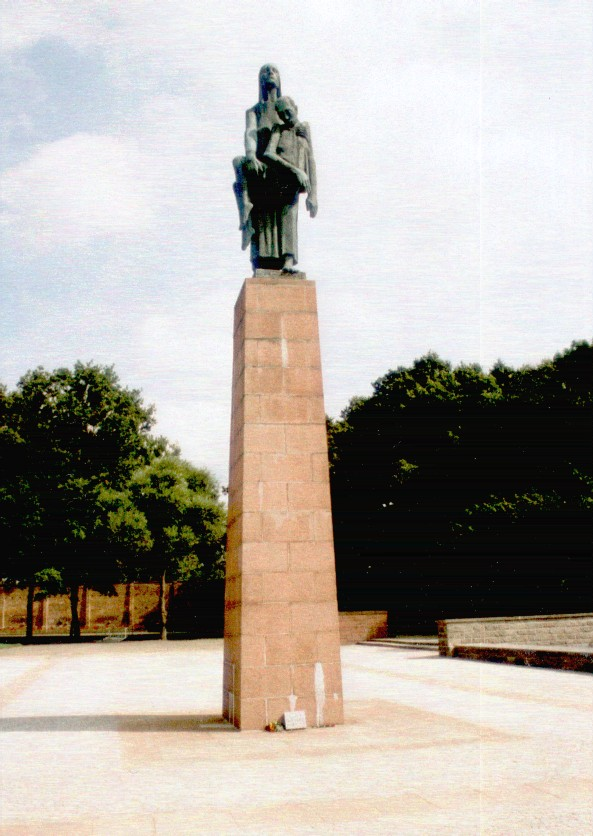
Tragende, Ravensbrück
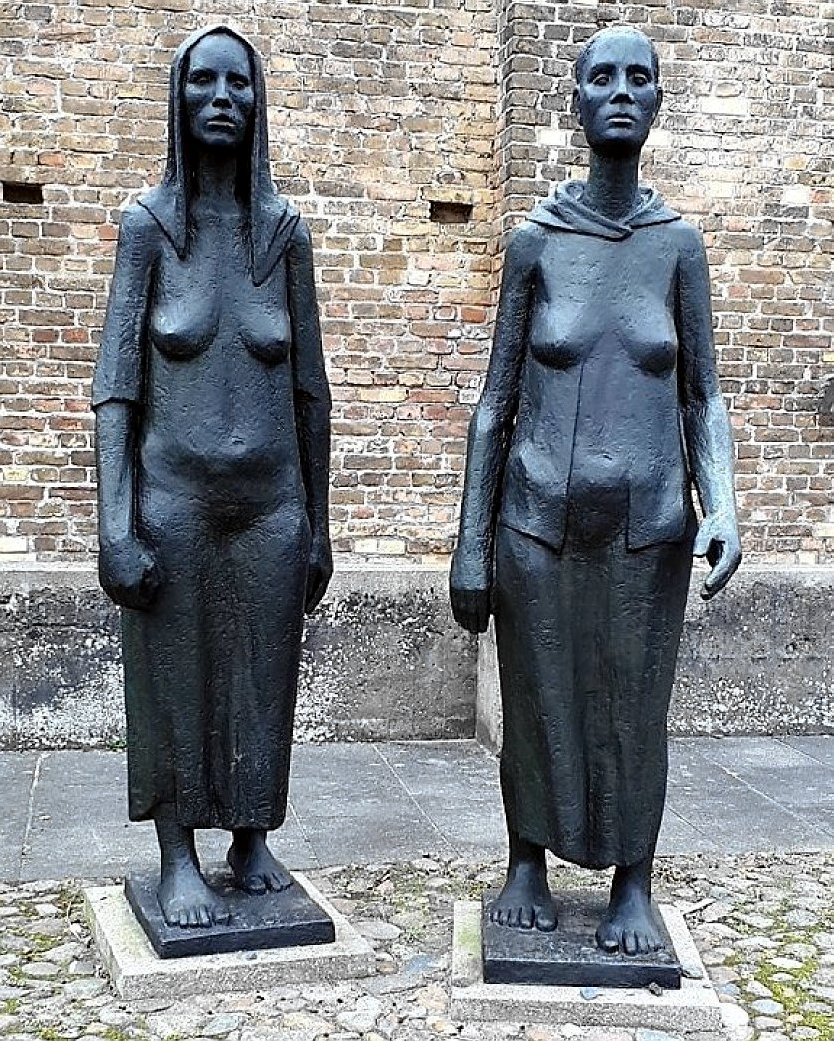
Frauengruppe, Ravensbrück
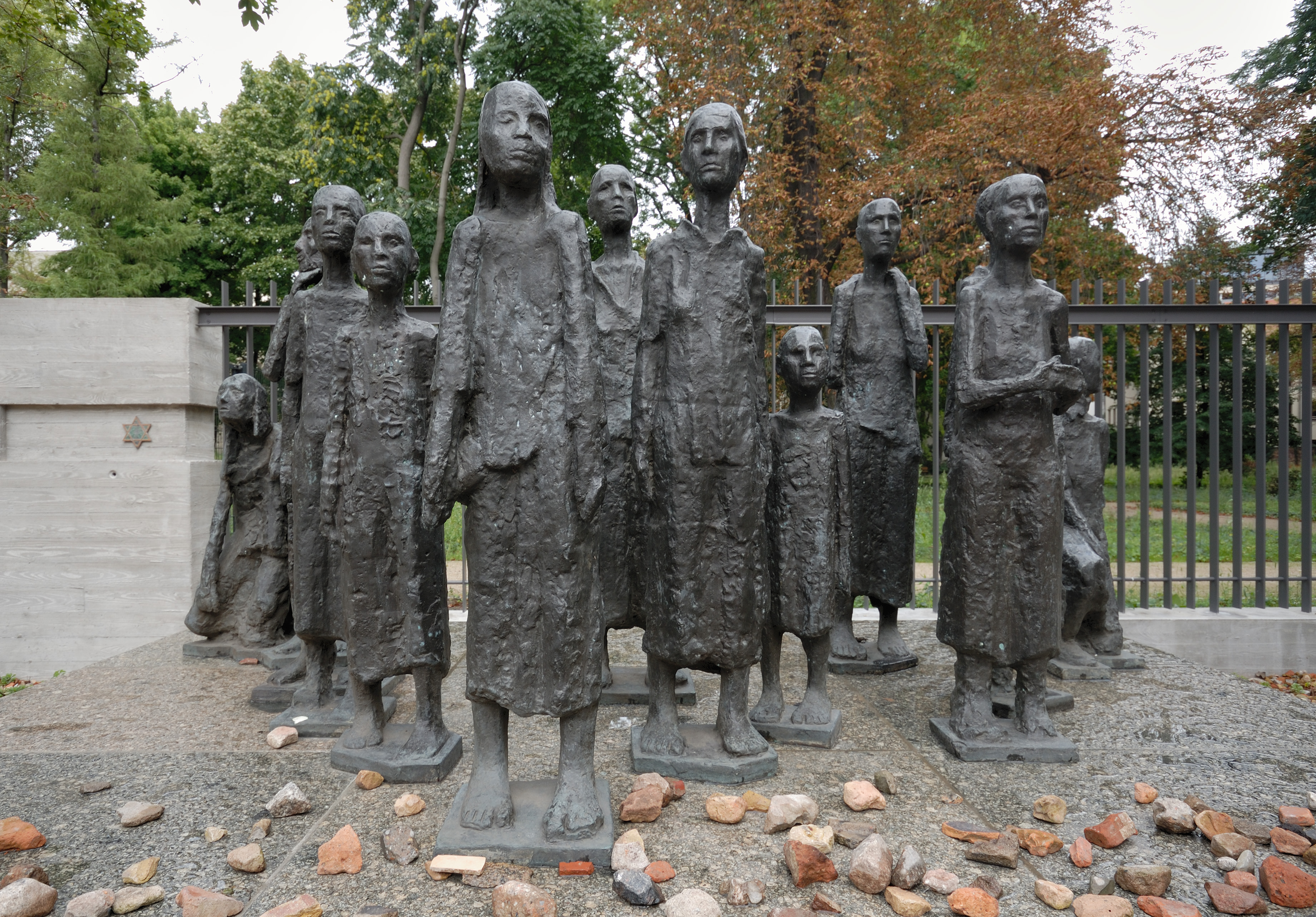
Denkmal Jüdische Opfer des Faschismus

## Fotogalerij (vernielde) werken Will Lammert

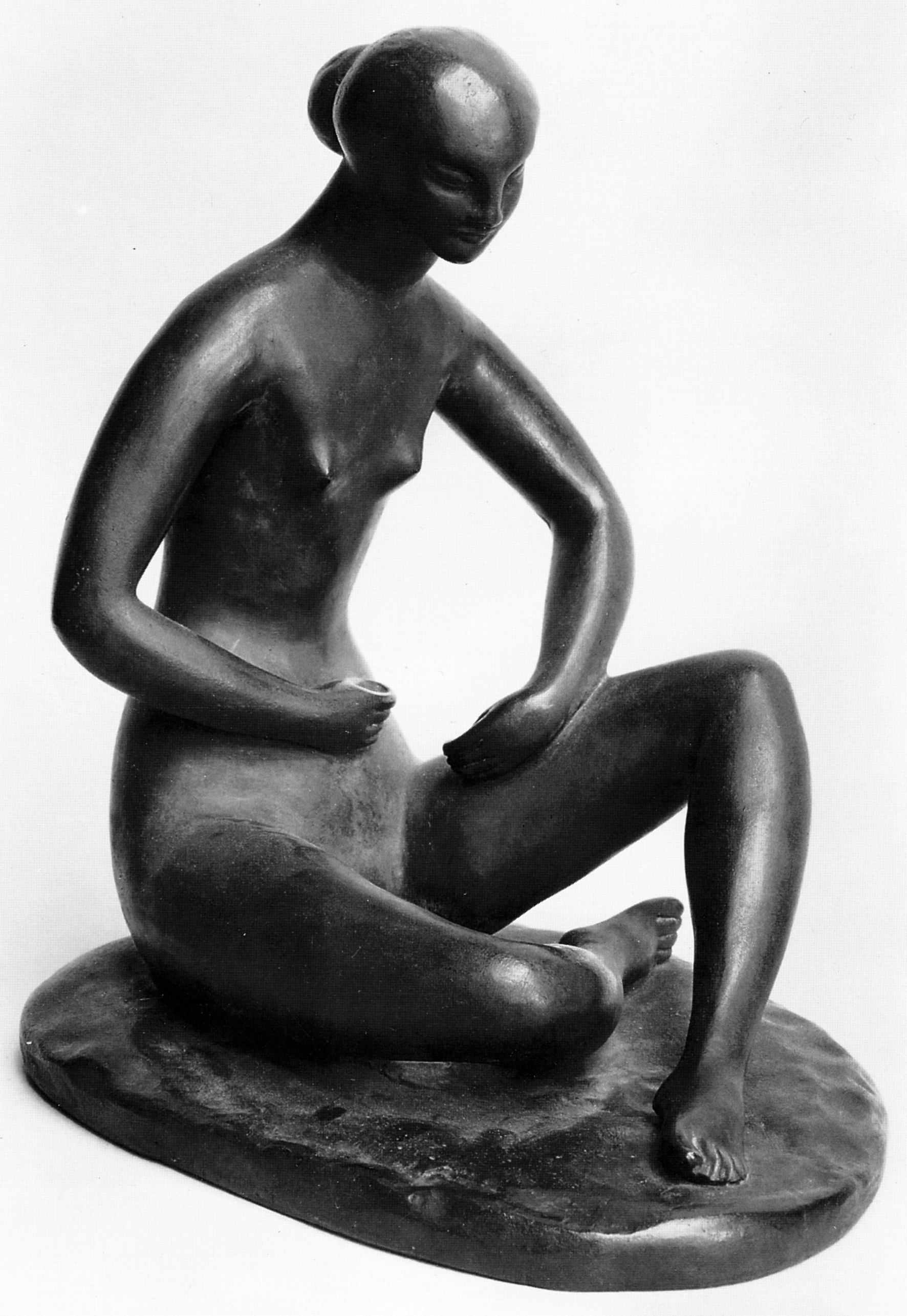
Kleine Sitzende I (1913)
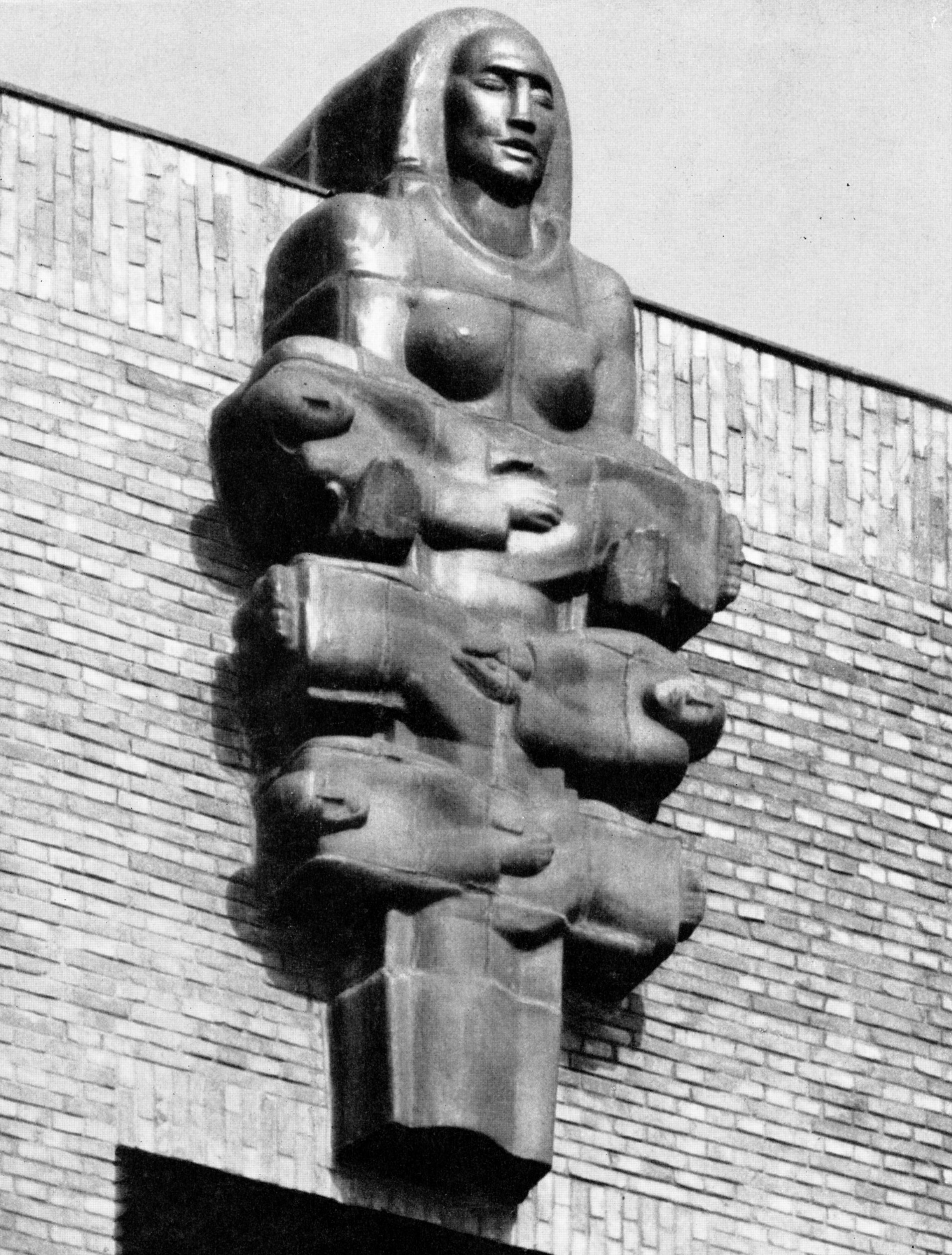
Mutter Erde (1926)
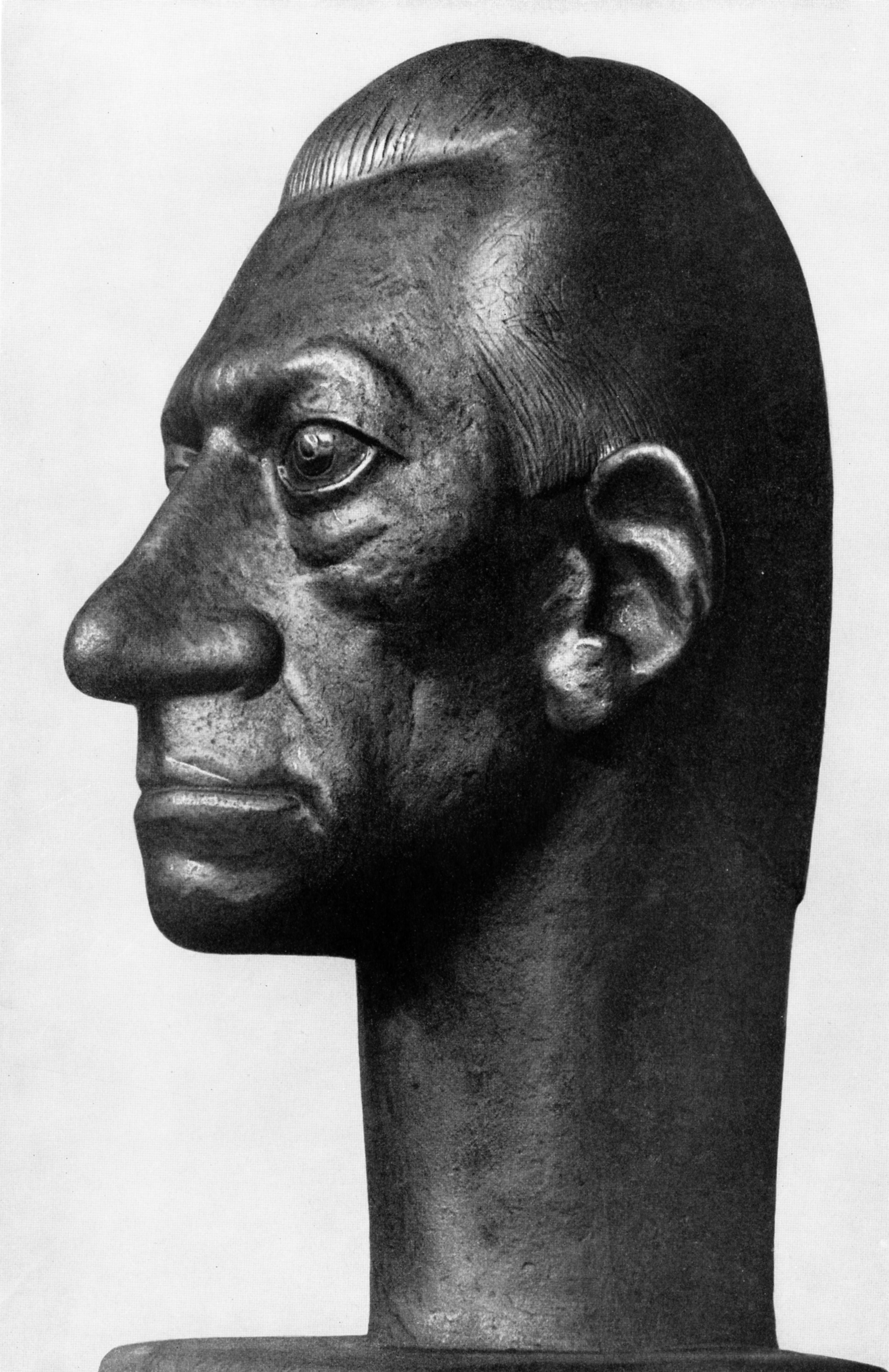
Karl Ernst Osthaus (1930)
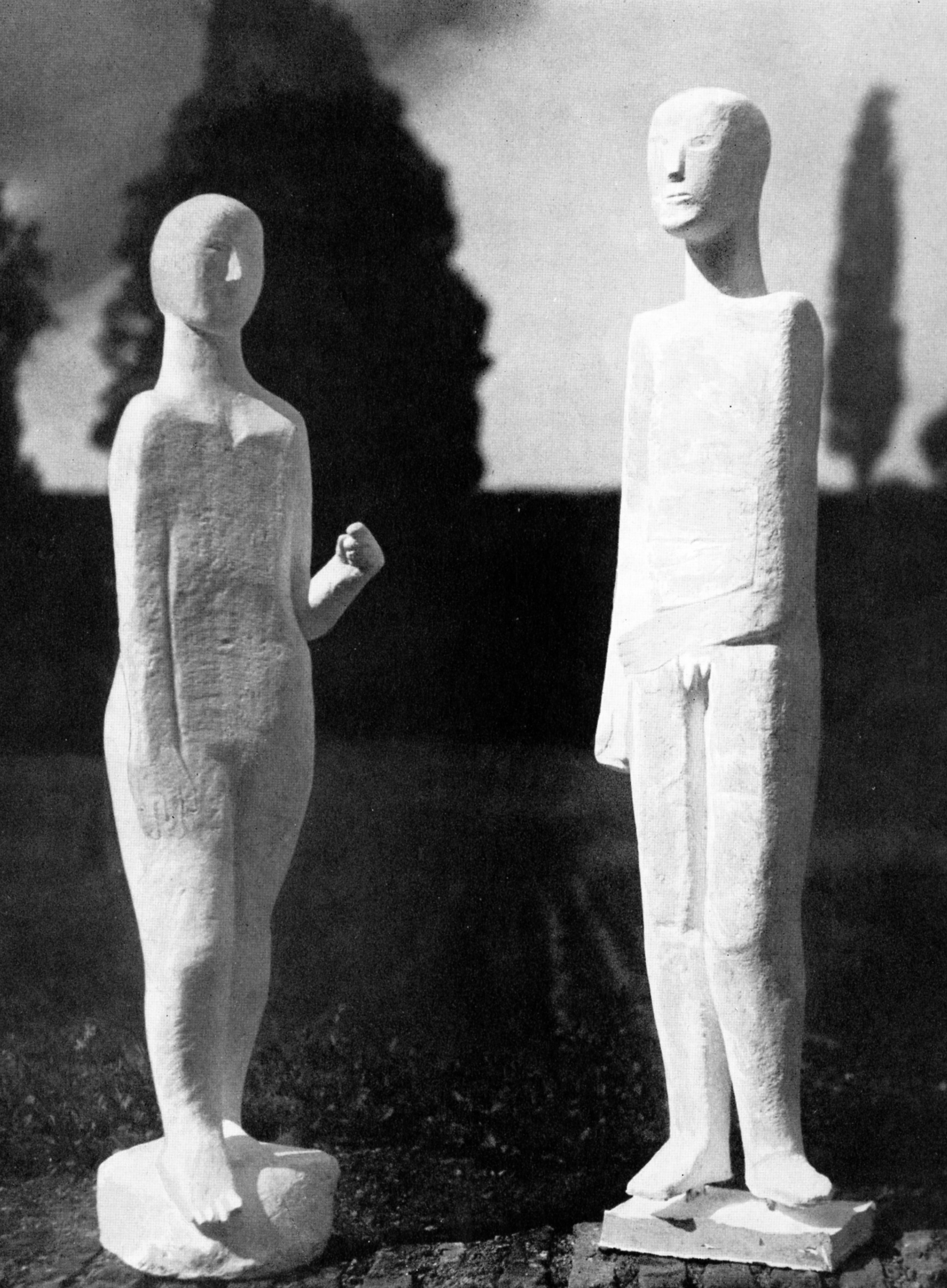
Weiblicher und männlicher Akt (1931/32)

- Bibliothèque nationale de France: cb12430717d (data)
- Gemeinsame Normdatei: 118568973
- International Standard Name Identifier: 0000 0000 6675 7322
- Library of Congress Control Number: n90709523
- Nationale Bibliotheek van Letland: 000318513
- Nationale Bibliotheek van Israël: 987007379055605171
- RKD-Nederlands Instituut voor Kunstgeschiedenis: 302624
- Union List of Artist Names: 500099762
- Virtual International Authority File: 22933583
- WorldCat: E39PBJvmJpC9VPgbjVgXt3yfMP